# 오병윤
오병윤(吳秉潤, 1957년 6월 26일~)은 대한민국의 정치인이다.

## 학력
- 1976년 조선대학교 부속고등학교 졸업
- 1978년 전남대학교 국어교육과 제적
- 2007년 고려사이버대학교 사회복지학 학사

## 역대 선거 결과
|  | 7.34% |

|  | 10.46% |

|  | 17.71% |

|  | 44.08% |

|  | 52.36% |

## 참고 자료
- 오병윤 홈페이지
- 오병윤 트위터